# Nessun grado di separazione
Nessun grado di separazione (på engelska: No Degree of Separation) är en låt framförd av den italienska sångerskan Francesca Michielin. Med låten kom Michielin på andra plats i San Remo-festivalen år 2016. En tvåspråkig engelsk och italiensk version av låten var Italiens bidrag till Eurovision Song Contest 2016.

## Komposition och utgivning
Låten är skriven av Michielin själv i samarbete med Cheope, Fabio Gargiulo och Federica Abbate, samt producerad av Michele Canova. Den inkluderades på albumet di20are, en nyutgåva av Michielins andra studioalbum di20. Albumet släpptes den 19 februari 2016. Den officiella musikvideon som är regisserad av Giacomo Triglia hade i mars 2016 fler än åtta miljoner visningar på Youtube.
Texten till den tvåspråkiga versionen är skriven av Michielin själv i samarbete med Federica Abbate och Norma Jean Martine.

## Sanremo
Vid Sanremo 2016 framförde Michielin låten för första gången den andra kvällen den 10 februari. Där slutade låten på fjärde plats av tio med totalt 10,83% av rösterna. Den fick 13,74% från juryn och 7,92% från TV-tittarna. Michielin framförde låten igen den fjärde kvällen den 12 februari och slutade då på tredje plats av tjugo med totalt 6,74% av rösterna. Det totala resultatet var en kombination av rösterna låten fått den andra kvällen och rösterna den fick den här kvällen. Precis som efter första framträdandet fick låten även den här gången en större röstprocent från juryn än TV-tittarna. Juryn gav låten fler röster än någon annan med 10,63% medan den kom på åttonde plats hos TV-tittarna med 6,01%.
På finalkvällen den 13 februari slutade låten på andra plats av sexton med totalt 8,25% av rösterna. För första gången under tävlingen fick den en större röstprocent av TV-tittarna än juryn, till stor del på grund av att juryn gav hela 45% av rösterna till låten som kom på första plats. Hos juryn kom den på fjärde plats med 6,88% av rösterna medan den kom på femte plats hos TV-tittarna med 8,17%. Andraplaceringen innebar att låten gick vidare till en avgörande röstningsomgång som bestod av de som slutat på första till tredje plats. I denna finalomgång fick låten 27,08% av juryn och 29,58% av TV-tittarna som tillsammans stod för 70% av resultatet. Med totalt 30,37% av rösterna innebar det en slutplacering som tvåa i tävlingen.

## Eurovision
Gruppen Stadio blev som vinnare av Sanremo tillfrågade av RAI om de ville representera Italien vid Eurovision Song Contest 2016 i Stockholm, men de tackade nej till erbjudandet på grund av en redan inplanerad turné. I och med detta blev Michielin tillfrågad att göra det istället och hon tackade ja.
I tävlingen framförde hon en ny tvåspråkig version av låten på både engelska och italienska med titeln "No Degree of Separation". Eftersom Italien är direktkvalificerade till final fick Michielin framträda med låten i finalen i Globen den 14 maj utan att behöva gå genom någon av semifinalerna. Låten slutade på plats 16 av 26.

## Listhistorik
Singeln debuterade som etta på den italienska singellistan den 18 februari 2016. Den har legat tre veckor på listan och som lägst på nionde plats den 3 mars 2016. Singeln har certifierats guld av FIMI för försäljning av fler än 25 000 digitala nedladdningar. Det är Michielins andra singel som huvudartist att toppa den nationella singellistan efter debutsingeln "Distratto".

### Listplaceringar
| Lista (2016)   | Topplacering | Certifikat | Försäljning |
| -------------- | ------------ | ---------- | ----------- |
| Italien (FIMI) | 1            | Guld       | 25 000+     |

## Album
- 12 februari 2016 - Sanremo 2016 (samlingsalbum)[12]
- 19 februari 2016 - di20are (av Francesca Michielin)[5]